# Vinorina sintasi
La vinorina sintasi è un enzima appartenente alla classe delle transferasi, che catalizza la seguente reazione:
acetil-CoA + 16-epivellosimina ⇄ CoA + vinorina
La reazione procede in due fasi. L'azoto indolo della 16-epivellosimina interagisce con il suo gruppo aldeidico generando un nuovo anello idrossi-sostituito. Questo alcol è poi acetilato. Agisce anche sul gardnerale (11-metossi-16-epivellosimina). Produce lo scheletro di ajmalano, che fa parte della via per la ajmalina.